# Inostemma mosellanae
Inostemma mosellanae is een vliesvleugelig insect uit de familie van de Platygastridae. De wetenschappelijke naam van de soort is voor het eerst geldig gepubliceerd in 1991 door Vlug.